# Галит (острова)
Гали́т (араб. جالطة‎) — группа скалистых островов вулканического происхождения в Средиземном море к северу от побережья Туниса.
Они расположены в 38 км севернее тунисского берега, принадлежат вилайету Бизерта, от которого отделены проливом Галит. От Сардинии их отделяет 150 км. Общая площадь 8,08 км², годовые осадки 525 мм, температура от 10,3 °C до 28,6 °C.

## Главный остров

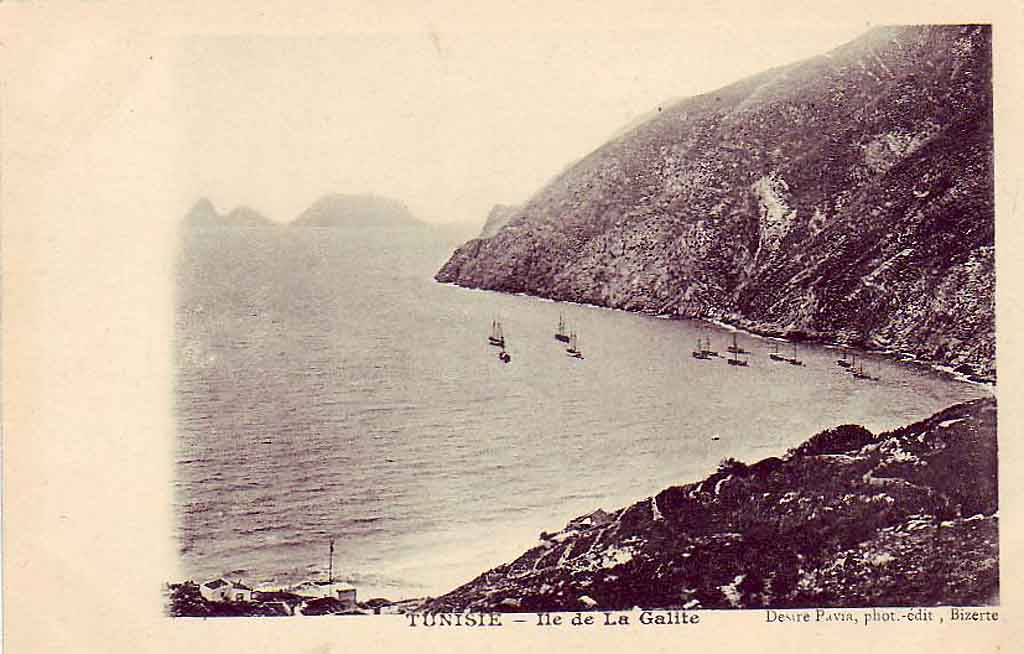
Берега Галит, 1900 г.

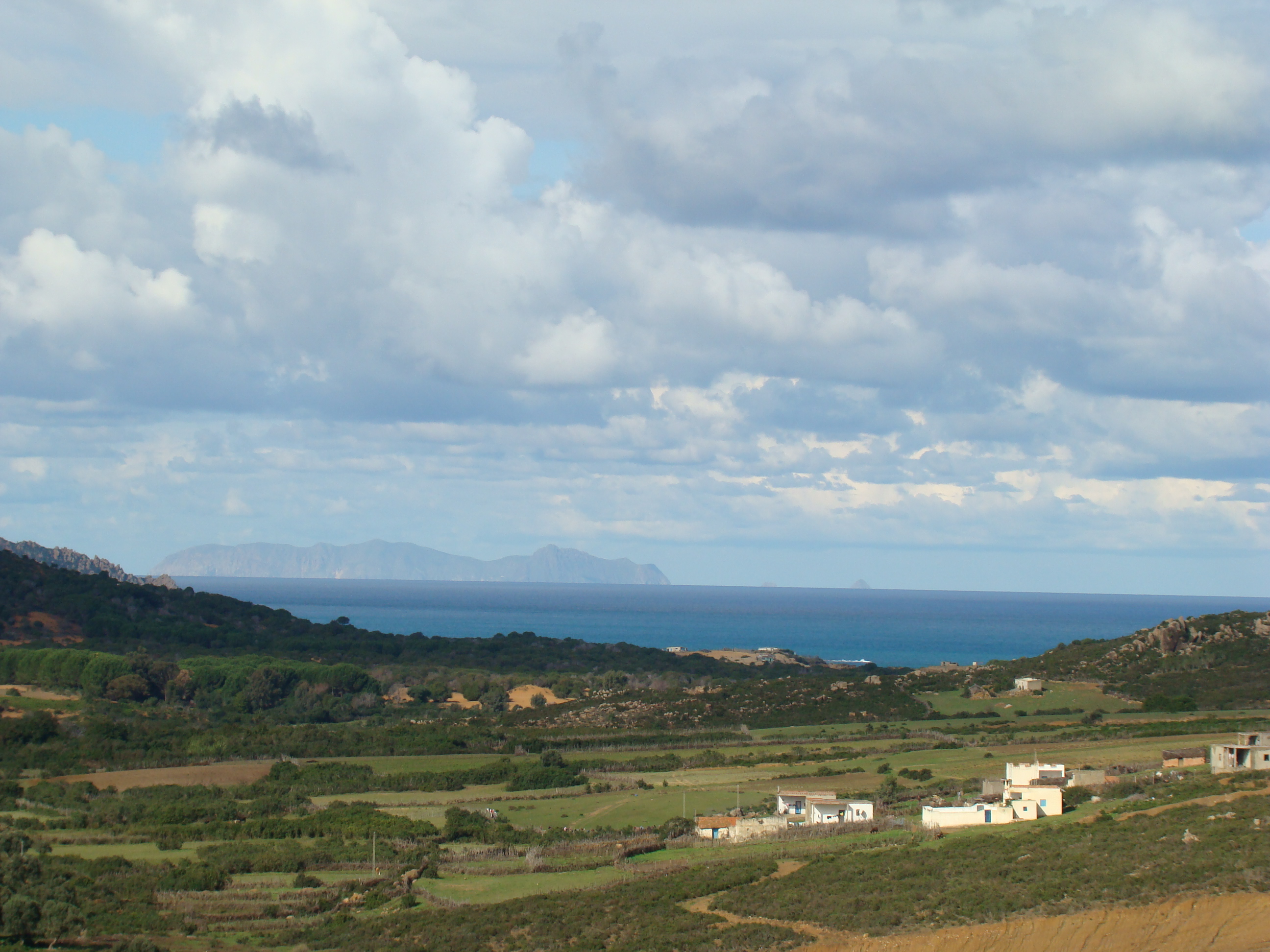
Галит с мыса Серрат

Бо́льшая часть (7,52 км²) площади приходится на главный остров Галит, длиной 5,4 км и шириной 2,9 км. Остров состоит из скал высотой до 200 м, над которыми возвышаются пики Bout de Somme и Piton de l’Est, высотой 391 и 360 м соответственно. На вершине Bout de Somme стоит обзорная башня. Попасть на остров можно только через южную бухту Escueil de Pasque.
На острове живут несколько семей моряков (от 10 до 35 человек всего) и находится военно-морская база (40 человек). Раньше на острове жили тунисцы итальянского происхождения, но после провозглашения независимости Туниса они уехали во Францию. А вообще, люди жили здесь со времен Пунических войн. Остров покрыт кустарником и травой, несмотря на скудный почвенный слой. Некогда на острове произрастали и деревья, сейчас лишь инжир, кактус, оливковые деревья и виноградники, а также небольшое количество злаков служат пропитанием рыбакам. Галит также служит местом гнездования птиц.

## Остальные острова
Кроме главного острова имеется еще две группы островков и скал, которые недоступны для высадки. Galitons de l’Ouest (Западные Галитоны) расположены в 3 км к юго-западу. Le Galiton (158 м, 40 га) и La Fauchelle (137 м) второй и третий крупнейшие острова группы, на вершине Ле Галитона расположен маяк. В 1980 году Ле Галитон объявлен охраняемой природной зоной для сохранения обитающих островах тюленей-монахов. На расстояние 1—2 км к северо-востоку от главного острова лежат скалы Galitons de l’Est (Восточные Галитоны), они состоят из Галло (119 м), Полластро и Галлина. В 26 км к юго-западу от них лежат две группы скал Écueil des Sorelles, они обозначены двумя светящимися буями с западного и восточного конца. В 13 км к северу лежит банка Banc des Mazzarilles, с глубинами от 21 до 49 м.
Лидер движения за независимость Туниса, Хабиб Бургиба, был в ссылке на Галите в течение 2 лет, в 1952—1954 гг.